# Babbelgamm
Babbelgamm war eine für das Kinderprogramm konzipierte mehrteilige deutsche Fernsehsendung, die erstmals 1977 ausgestrahlt wurde. Sie entstand im Auftrag des ZDF in Koproduktion mit dem österreichischen Fernsehsender ORF. 

## Inhalt
„Babbelgamm“ trug den Untertitel „Lach- und Lügengeschichten mit Peter Rapp“. Dieser führte als Moderator durch die Sendung und war auch an etlichen aufgeführten Sketchen beteiligt.
Der Titel ist eine Eindeutschung und gleichzeitige Verballhornung des englischen Wortes Bubble Gum, welches sowohl Kaugummi bedeutet, als auch auf eine zum Produktionszeitpunkt der Reihe beliebte Form der Popmusik, dem Bubblegum, verweist.
Inhaltlich war Babbelgamm eine vornehmlich für Kinder und Jugendliche gedachte Comedysendung (vereinzelt wurde die Reihe als „Klimbim“ für Kinder tituliert), bei welcher meist schnell aufeinanderfolgend Sketche und gespielte Witze von Erwachsenen und Kindern dargeboten wurden. Daneben gab es auch Tanz- und darstellende Choreographien für die in der Sendung auftretenden musikalischen Gäste wie Michael Schanze, Frank Zander (als Fred Sonnenschein), Roland Kaiser oder Bruce Low.
Als Hauptkulisse diente ein in einer Studiolandschaft aufgebauter hölzerner Abenteuerspielplatz. 
Wiederkehrende Charaktere der Reihe waren u. a. Thomas Ohrner (als Kalle mit dem Gipsbein), Marion Kracht (als „hübsche Heike“) sowie ein ständig in einer Hängematte schlafender Junge, ein aus zwei Jungen bestehendes Zwillingspaar und eine als Sängerin kostümierte Jugendliche, die in Anlehnung an Maria Callas mit hoher Singstimme Gläser und Spiegel zum Zerspringen brachte. Neben Rapp hatte u. a. die junge Despina Pajanou einen ihrer ersten Fernsehauftritte.
Die gleichnamige Titelmelodie wurde von Gershon Kingsley komponiert. Im Vorspann sind Kinder zu sehen, die in der Studiokulisse spielen.

## Ausstrahlung
Über die Anzahl produzierter Folgen gibt es keine genauen Angaben, man geht von maximal 13 Episoden aus, welche seit der Erstausstrahlung am 1. Januar 1977 unregelmäßig gesendet wurden.
Babbelgamm wurde in Deutschland vom ZDF im Rahmen des im Sommer gesendeten ZDF-Ferienprogramms ausgestrahlt. Letztmaliger Sendetermin war der Sommer 1985.